# Astronomie multimessager
L'astronomie multimessager est l'astronomie basée sur l'enregistrement et l'interprétation simultanés de divers signaux en provenance de l'espace. Les quatre signaux messagers sont : les rayonnements électromagnétiques, les ondes gravitationnelles, les rayonnements cosmiques et les particules, notamment les neutrinos, ainsi que les électrons, les protons, les neutrons, entre autres. Ils sont créés par différents processus astrophysiques, et permettent d'acquérir différentes informations sur les sources où ils se produisent.
On s'attend à ce que les principales sources multimessager, hors l'héliosphère, soient les paires binaires de trous-noirs et d'étoiles à neutron, les supernovas, les étoiles à neutron irrégulières, les sursauts gamma, les noyaux galactiques actifs et les jets relativistes,,. Le Soleil est une importante source multimessager, envoyant en permanence des photons lumineux et des neutrinos, mais aussi de nombreuses particules énergétiques lors des éruptions solaires.
La détection d'un messager et l’absence de détection d'un autre peut aussi être utile.
Certains phénomènes sont plus faciles à observer au moyen d'un messager ou d'un autre, ainsi il est suspecté que les blazars tels que TXS0506+056 (qui représenteraient environ 5 % de tous les blazars) sont plus faciles à observer par les neutrinos émis que par les émissions de rayons gamma.

## Réseaux
Le réseau d'observation astrophysique multimessager (AMON en anglais) créé en 2013, est un ambitieux projet destiné à faciliter le partage des observations préliminaires et à encourager la recherche d'événements astrophysiques à la limite du bruit qui ne sont pas perceptibles par un instrument unique. Il est basé à l'Université d’État de Pennsylvanie.

## Jalons
- Années 1940: des rayons cosmiques sont identifiés comme provenant des éruptions solaires[8].
- 1987 : la Supernova SN 1987A, qui est détectée pour la première fois avec un télescope optique, a également émis des neutrinos détectés par les observatoires de neutrinos Kamiokande-II, de la CSI et de Baksan.
- En août 2017 : une collision d'étoiles à neutrons qui s'est produite dans la galaxie NGC 4993 donne lieu au signal d'onde gravitationnelle GW170817, qui a été observé par la collaboration LIGO/Virgo. Après 1,7 seconde, le sursaut gamma BSG 170817A a été observé par le Fermi Gamma-ray Space Telescope et INTEGRALE, et son homologue optique SSS17a a, lui, été détecté 11 heures plus tard, à l'Observatoire de Las campanas. Cette observation a été complétée par d'autres observations en optique par le télescope spatial Hubble et le Dark Energy Survey, en rayons ultraviolets et par le Swift Gamma-Ray Burst Mission, en rayons X par le Chandra X-ray Observatory et en radio par le Karl G. Jansky Very Large Array. Ce fut le premier exemple d'une détection simultanée d'un évènement gravitationnel et de signaux électromagnétiques, marquant ainsi une avancée significative de l'astronomie multimessager[9]. L’absence  d'observation de neutrinos est attribuée à la position fortement hors d'axe des jets[10]. Le 9 décembre 2017, les astronomes ont signalé un renfort des émissions de rayon X de GW170817/BSG 170817A/SSS17a[11],[12].
- Septembre 2017: le 22 septembre, l'émission de neutrinos à très haute énergie (> 100 TeV) IceCube-170922A[13] a été enregistrée par la collaboration IceCube. Des détections de rayons gamma au-dessus de 100 MeV par le Fermi-LAT[14] et au-dessus de 100 GeV par le MAGIC[15] par la source blazar TXS 0506+056, compatible en position avec le signal d'IceCube, ont été annoncées. Le signal est compatible avec l'accélération à ultra-haute énergie de protons dans des jets de blazars, produisant des pions neutres se décomposant en rayons gamma et des pions chargés se décomposant en neutrinos[16],[17].
- Mars 2019 : une étude propose d'étudier les fusions d'étoiles à neutrons au moyen des photons ayant une énergie de 511 keV (résultant de la rencontre entre électron et positron), phénomène déjà observable grâce aux ondes gravitationnelles[18].